# Källfors
Källfors naturreservat ligger i närheten av Skademark, norr om Örnsköldsvik och utgör skydd för en kortare sträckning av Husån. Reservatet omfattar 1,5 hektar och syftar till att skydda livsmiljön för flodkräfta, utter, flodnejonöga, havsöring och harr. Reservatet bildades 2007.